# Vitfingrad brackvattenskrabba
Vitfingrad brackvattenskrabba, ofta kallad slamkrabba (Rhithropanopeus harrisii), är en kräftdjursart som först beskrevs av Gould 1841. Krabban ingår i släktet Rhithropanopeus och familjen Panopeidae. Krabban är grönbrun till brun, som mest två centimeter bred över ryggen. Den lever naturligt på östkusten i Nordamerika, men har funnits i Europa sedan 1800-talet. Under 2000-talet har krabban rört sig allt längre norrut i Östersjön, där man har börjat forska på dess negativa konsekvenser på ekosystemet.
Inga underarter finns listade i Catalogue of Life.

## Utseende
Krabban är mycket liten, som mest två centimeter bred över ryggen. Dess ryggsköld är bredare än vad den är lång, och blir nästan platt framtill. Färgen är grönbrun till brun, med klor som har vitaktiga spetsar. Ena klon tenderar att vara större än den andra.

## Levnadssätt
Krabban lever bland växtlighet och skyddande stenar på grunda bottnar, men kan leva på djup upp till 35 meter. Den klarar av temperaturer mellan 4 och 35 grader. De äter organiskt material, ryggradslösa djur som havsborstmaskar och musslor samt alger. De lever framförallt i brackvatten, men klarar allt från 0,5 till 40 promille i salthalt.

## Utbredning
Arten har sitt ursprung i Nordamerikas östkust. Det första fyndet i Europa gjordes 1874. I tyska och polska kustvatten har arten funnits sedan 1950-talet. Under 2000-talet har arten rört sig allt längre norrut i Östersjön. I Finland påträffade man det första fyndet 2009. Det första fyndet i svenska vatten gjordes 2010. Förmodligen har den transporterats med barlast eller fartygsskrov. Arten är reproducerande i Sverige.
Brackvattenskrabban har visat sig reproducera bra i Östersjön. Det gör dels att den konkurrerar med inhemska arter om utrymme och mat, men också att den kan bli föda åt exempelvis gös, simpor och abborre. Det finns dock en risk att de kan föra över sjukdomar till exempelvis musslor och insjökräftor. I täta bestånd kan de även ansamlas på fiskeredskap och på så vis förstöra fångsten. De kan även sätta igen vattenledningsrör. Forskning har börjat bedrivas under 2010-talet för att identifiera vilka negativa konsekvenser krabbans spridning kan ha på ekosystemet i Östersjön.

## Bildgalleri

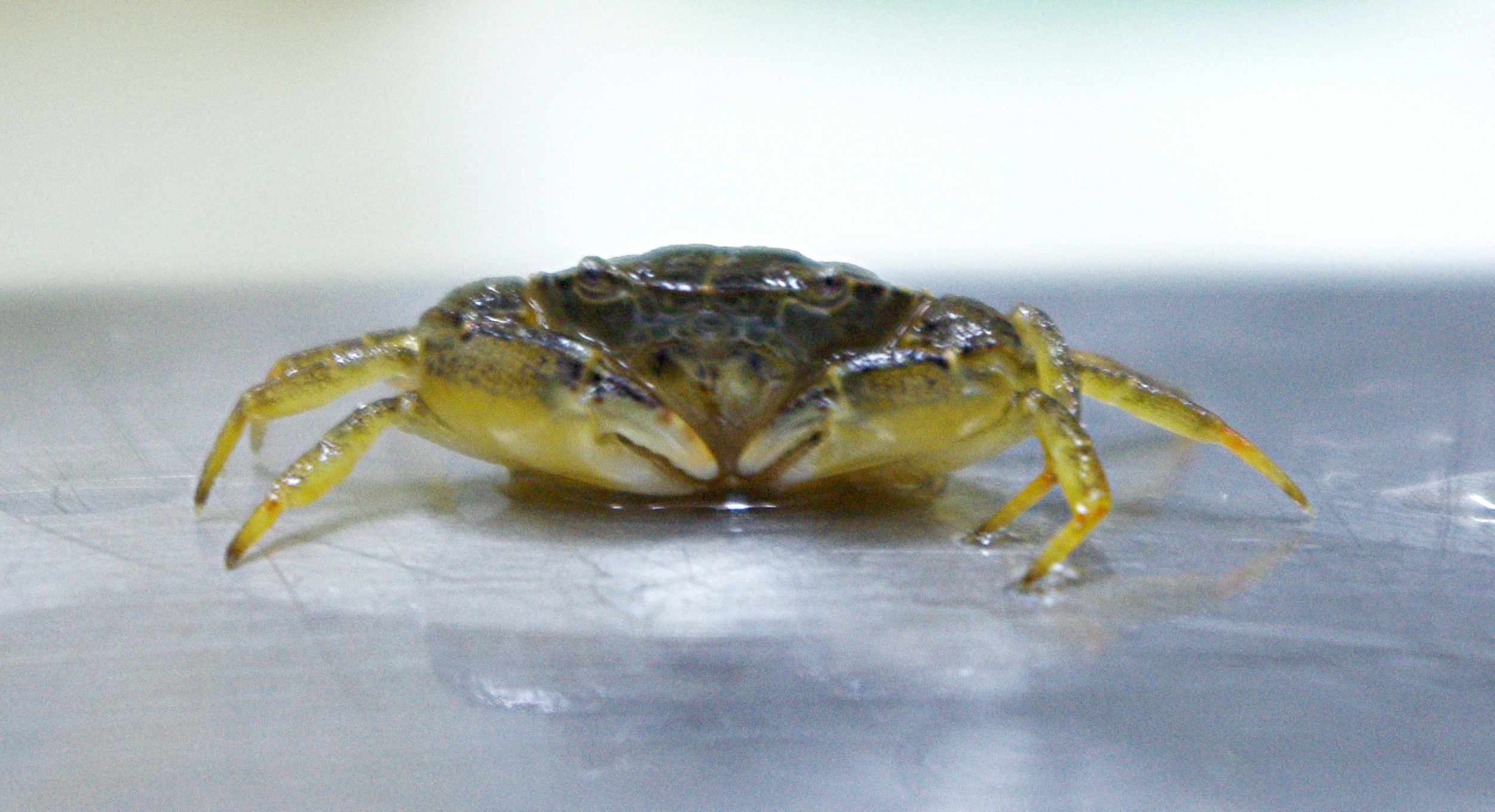